# Villa Alegre
Villa Alegre es una comuna y ciudad de Chile ubicada en la provincia de Linares, de la Región del Maule, en la zona central de Chile. Se ubica a 34 kilómetros al sur de Talca, 10 km al sur de San Javier y a 21 km al norte de Linares. Fue fundada el 22 de diciembre de 1891 y tiene, aproximadamente, 16.000 habitantes. Forma parte del distrito electoral N°18 (Diputados), y pertenece a la 9° circunscripción senatorial (Región del Maule). 
Villa Alegre es arquetipo del pueblo tradicional chileno de la zona central de Chile, desde su arquitectura colonial, costumbres, folclor e idiosincrasia. Su economía se basa en las áreas vitivinícola, frutícola y agropecuaria, y más recientemente, también en un emergente turismo. La comuna es cuna de reconocidos viñedos, pertenecientes a la zona vitivinícola de Valle del Loncomilla, el que se encuadra dentro de la subregión del Valle del Maule.

## Historia
La existencia de pobladores y actividades agropecuarias en la zona del Putagán y Loncomilla se remonta a los años de la Colonia, dada la presencia de varias haciendas, como Cunaco y Chocoa, próximas al sector donde hoy se emplaza la actual ciudad de Villa Alegre, como resultado de la gran fertilidad de sus suelos y la abundancia de agua. 
Por el área de la actual Villa Alegre pasaba, entonces como ahora, el camino que, procedente de Santiago, Talca y San Javier, se dirigía a Chillán y Concepción. De esta manera, la zona estaba estrechamente unida con el pueblo de San Javier de Loncomilla, distante a 10 km al norte, el que había sido fundado en 1852. Incluso la jerarquía eclesiástica tenía asiento en dicha ciudad, ordenándose en torno a la parroquia de San Francisco Javier de Loncomilla. 
En un contexto ajeno a la historia local que nos ocupa, cabe señalar el 8 de diciembre de 1851 tuvo lugar en la aldea de Loncomilla, a 6 km al norte del lugar donde hoy es Villa Alegre, la batalla del mismo nombre.
Desde 1873, el actual territorio de la Comuna se insertó en la provincia de Linares y se integró al entonces Departamento de Loncomilla, cuya cabecera departamental era San Javier de Loncomilla. Más adelante, un Decreto de 22 de diciembre de 1891, determinó que con el territorio de las subdelegaciones 3.ª, Loncomilla, y 4.ª, Cunaco, se formase la comuna o municipalidad de Villa Alegre, independizando el gobierno local de San Javier. Sin embargo, la instalación del gobierno municipal se mantuvo en suspenso hasta mayo de 1894, dada la Revolución de 1891.
La llegada de trenes a vapor a Villa Alegre, hacia 1874, benefició a sus habitantes, tanto en materia de transporte como de comunicaciones. El pueblo quedó unido al resto del país. Sin embargo, como en otros lugares del Valle Central, sus habitantes cuestionaron que la línea férrea fuera construida a 5 km al este del pueblo, dando origen a otro caserío en los alrededores de la nueva estación.

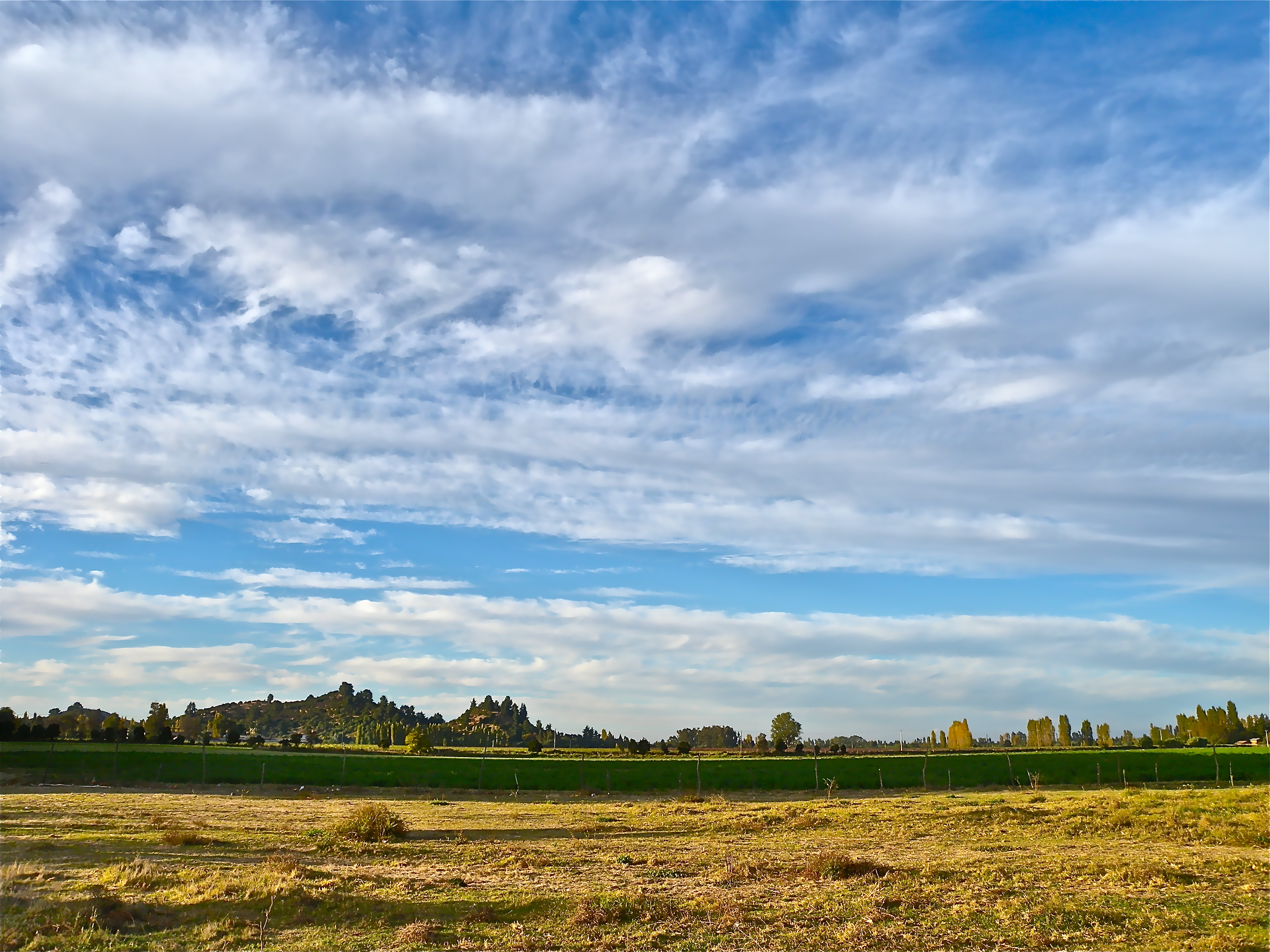
Abril en Villa Alegre

A fines del siglo XIX se habían construido ya varios canales de regadío, así como al menos dos molinos, uno a cargo de la Sociedad Molino Loncomilla y otro, de propiedad de D. Mateo Andrés Doble, en el sector de Maica. La instalación de estos potenció la producción de harina de trigo y, con esto, las actividades de exportación de cereales hacia Constitución y el resto del país, e incluso al extranjero. Como el río Loncomilla era entonces navegable, el tráfico comercial podía efectuarse tanto a través de lanchones, que alcanzaban el río Maule, y luego Constitución, entonces un puerto regional, como a través del ferrocarril longitudinal. Con el impulso de esta prosperidad fue desarrollándose Villa Alegre y su entorno comunal. Un buen reflejo de lo anterior, fue la construcción de la iglesia Niño Jesús, hacia 1885, como la introducción de vides francesas, al igual que en otros lugares de la Depresión Intermedia.

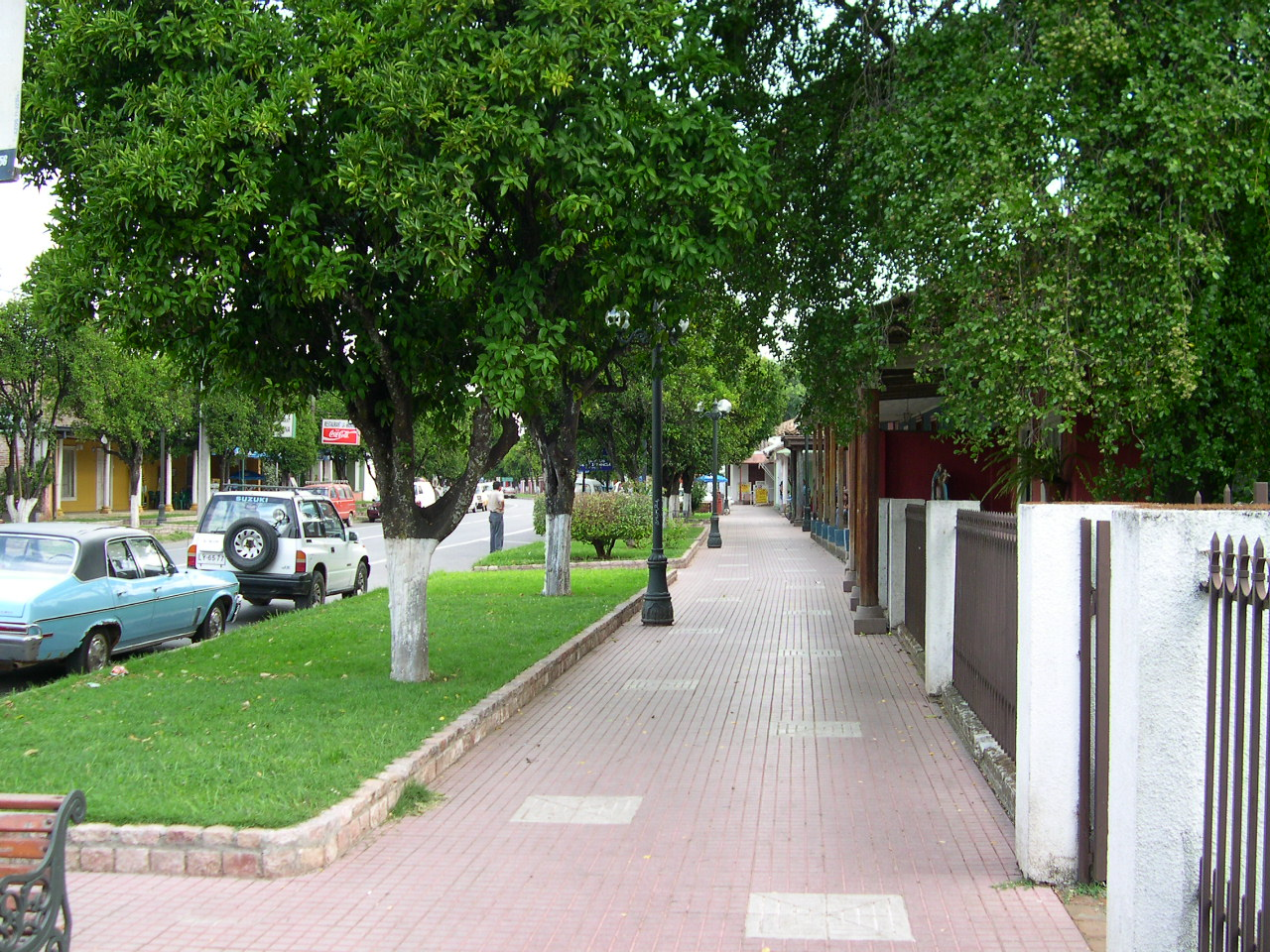
Calle principal de Villa Alegre.

Para 1897, el Registro Civil tenía asiento en el pueblo. Este hecho, y la creación de la parroquia del Niño Jesús de Villa Alegre en 1890, fortalecieron la autonomía local. En ese entonces, el pueblo tenía 1.846 habitantes (aproximadamente la mitad de la población de San Javier), en tanto la comuna tenía una población de 8.559 hab.
Al término del siglo XIX, en el sector de Cunaco estaban los siguientes fundos: "Lincura", "Cunaco", "Peña Flor", "Coibungo", "Batudahue" y "Avenas". Por otra parte, en los sectores de Villa Alegre y Loncomilla estaban: "Reyes", "Loncomilla", "Peñuelas", "Guiones", "Potrero Grande", "Maipillo", "Chocoa", "Lagunillas", "Esperanza" y "Patagua", entre otros de menor extensión. Los hacendados más destacados eran: Ascencio Astorquiza, dueño de "Lincura", el bien raíz mejor avaluado de la comuna; los hermanos Noguera, dueños de "Esperanza"; Guillermo Délano, de "Peñuelas"; y Gregorio García, propietario de "Chocoa", y José Manuel Encina, lo propio de "Potrero Grande". Sin embargo, no menores eran las propiedades rurales de las familias Armanet, García y Rodríguez. 
Villa Alegre se caracterizó por ser un lugar de mucho dinamismo agro-empresarial al despuntar el siglo XX. Diversas propiedades rurales generaban su propia energía y tenían maquinarias eléctricas, como "Trapiche". Las que poseían viñedos, muchas tenían bodegas modernas para la época, plantas embotelladoras y, asimismo, expertos vinicultores, como "Liucura" y "Peñaflor", entre otras. Casi todas poseían predios regados por canales como "Potrero Grande"y muchas otras. 
En 1915, en plena Primera Guerra Mundial, se inaugura allí uno de los primeros servicios de tranvías eléctricos del país, que operó con altibajos hasta 1930, cuando la Gran Depresión acabó con la Sociedad Ferrocarril Eléctrico de Villa Alegre, establecida por el agricultor, D. Eusebio Sotomayor Bustos (1880-1929), uno de los más ricos propietarios del antiguo Departamento de Loncomilla. La línea unía la estación ferroviaria con el pueblo mismo y, luego, con el fundo "Trapiche", de propiedad de Sotomayor. Una novedad fue la adquisición y uso de carros usados, comprados a la firma anglo-alemana de Santiago, llamada "Chilian Electric Tramway & Licht Co.". La iniciativa villalegrina fue noticia en todo Chile y propició la construcción de líneas similares en otras ciudades del Valle Central chileno, como Talca, ciudad que se apresuró en inaugurar su propia línea eléctrica urbana (para no ser menos que Villa Alegre). 

## Medio ambiente

### Geomorfología y componentes abióticos

Trazado simplificado de los ecosistemas y cuerpos de agua presentes en la comuna de Villa Alegre.

La comuna de Villa Alegre se encuentra emplazada en la unidad geomorfológica de Llano central fluvio-glacio-volcánico; y presenta según la clasificación climática de Köppen clima mediterráneo de lluvia invernal (Csb). Esta además se halla en la cuenca hidrográfica de río Maule. Además, la comuna posee diversos cuerpos de agua, entre los que se destacan el río Loncomilla y río Putagan.

### Componentes bióticos
Dentro del territorio de la comuna se pueden hallar los siguientes ecosistemas:
- Bosque esclerófilo mediterráneo interior donde predominan Lithrea caustica y Peumus boldus (En peligro)
- Bosque espinoso mediterráneo interior donde predominan Acacia caven y Lithrea caustica (En peligro)

### Medidas de protección ambiental y conflictos socioambientales
Hasta 2022, la comuna de Villa Alegre cuenta con un área territorial destinada a la protección ambiental:
- Humedal Relicto del Cruce Loncomilla (Sitios ERB)[11]

## Demografía

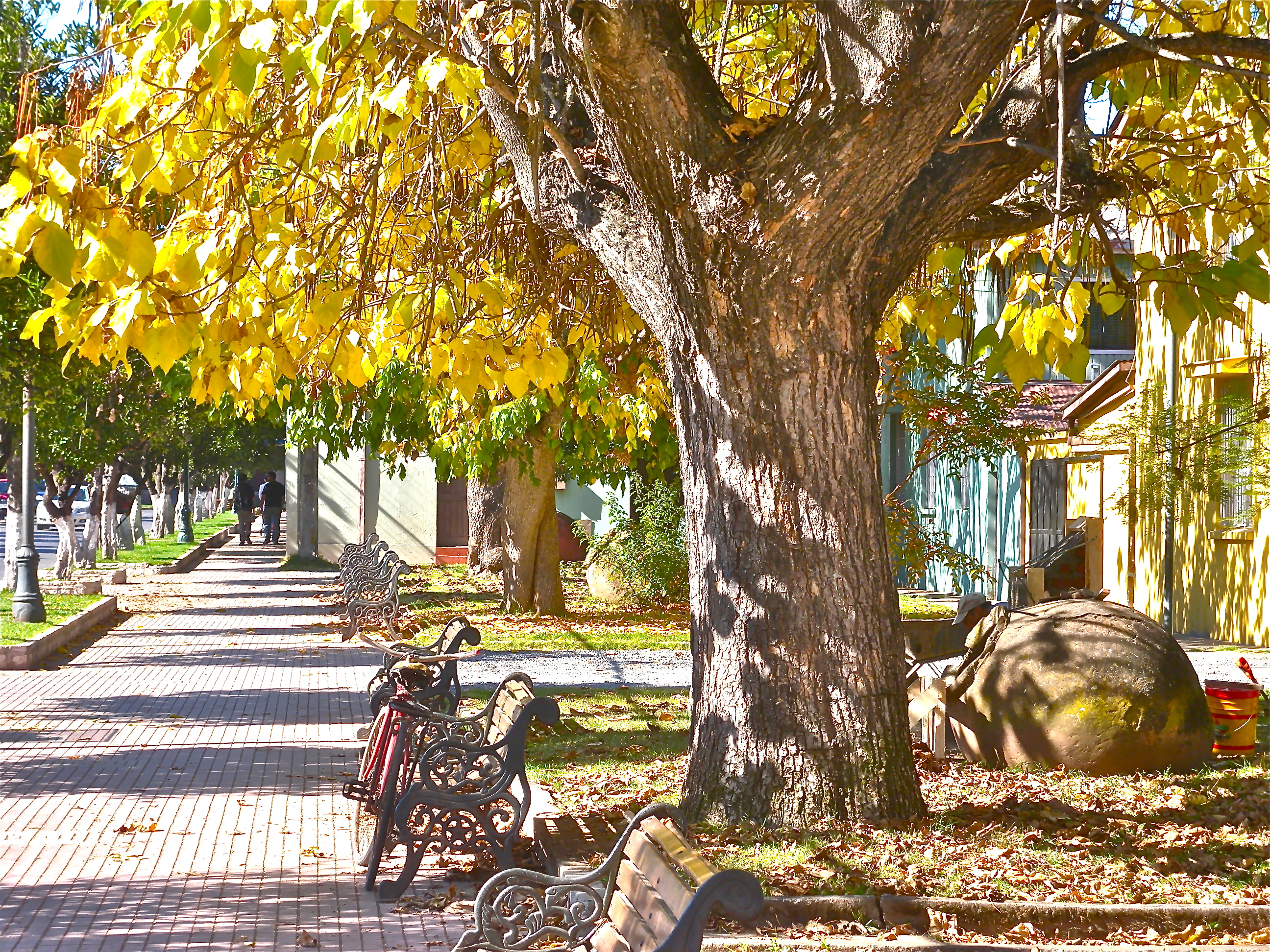
Otoño en Villa Alegre.

La comuna de Villa Alegre, según el censo de 2002, tiene una población de 14.725 habitantes, correspondientes a un 1,47 % de la población total de la Región y una densidad de 77,58 hab/km². Del total de la población, 7.393 son mujeres (50,2 %) y 7.332 son hombres (49,8 %). Por otra parte, un 63 % clasifica como población rural, y sólo el 37 % restante como población urbana. El año 2002, la ciudad de Villa Alegre alcanzó los 5.456 habitantes.
Entre el censo de 1992 y el de 2002, la población comunal cayó en un 2,8 %. Este descenso afectó solamente a la población rural ya que la correspondiente a la ciudad de Villa Alegre, cabecera de comuna, subió en un 30% en ese lapso. Este descenso fue un fenómeno que también afectó a las comunas de Parral y Retiro y, en menor medida, a Longaví. Es la Comuna menos poblada de la provincia de Linares. 
Otras aldeas de la comuna, calificadas técnicamente así en el censo de 2002 (con su población respectiva, al año 2002) son Putagán (622 hab.), al sureste; estación Villa Alegre (520), al este; y Loncomilla (508), al norte.
Según el censo de 2002, el 8,5 % de la población comunal es analfabeta, siendo la prevalencia mayor en la población masculina. El índice comunal es muy superior al índice regional, donde se registra un 5,12 %.
Según cifras correspondientes al año 2006 (Encuesta CASEN), el 11,9% de los hogares se encuentran en situación de pobreza y, de estos, el 58% corresponden a mujeres jefes de hogar. El índice comunal es ligeramente superior al regional, donde se registra un 11,3%.

## Administración

### Municipalidad
La Municipalidad de Villa Alegre para el periodo 2024-2028 es dirigida por el alcalde Arturo Palma Vilches (IND) y el concejo municipal conformado por los concejales:
- María Teresa Pacheco Bravo (IND - Partido Radical)
- María Ignacia González Torres (Partido Demócrata Cristiano)
- Eduardo Bustamante Maureira (Unión Demócrata Independiente)
- Justo Rebolledo Araya (Partido Socialista)
- César Andrés Vallejos Yáñez (Renovación Nacional)
- Luis Ángel Alegría Acuña (IND - Federación Regionalista Verde Social)

### Representación parlamentaria
Villa Alegre forma parte de la circunscripción senatorial IX y del distrito electoral 18. Es representada en la Cámara de Diputados del Congreso Nacional por los siguientes diputados:
- Gustavo Benavente Vergara (Unión Demócrata Independiente)
- Paula Labra Besserer (IND - RN)
- Jaime Naranjo Ortiz (Partido Socialista de Chile)
- Consuelo De Los Ángeles Veloso Ávila (Revolución Democrática)

En el Senado, la representan:
- Paulina Vodanovic Rojas (PS)
- Juan Antonio Coloma Correa (UDI)
- Juan Castro Prieto (IND - RN)
- Ximena Rincón González (PDC)
- Rodrigo Galilea Vial (RN)

## Economía
En 2018, la cantidad de empresas registradas en Villa Alegre fue de 240. El Índice de Complejidad Económica (ECI) en el mismo año fue de -0,44, mientras que las actividades económicas con mayor índice de Ventaja Comparativa Revelada (RCA) fueron Cultivo de Uva Destinada a Producción de Vino (202,39), Actividades de Molienda de Arroz (162,15) y Elaboración de Vinos (40,01).
La agricultura es la principal actividad productiva de la comuna, la que se practica en forma intensiva desde hace más de un siglo en el territorio comunal. En menor medida, puede mencionarse la agroindustria, la ganadería y la silvicultura. 
Como lo demostró el último censo agropecuario y forestal, las principales actividades agrícolas y agroindustriales son las de carácter vitivinícola, tanto vino corriente como producción de cepas finas. Le siguen la chacarería (maíz, sandías, melones), los cereales (trigo y arroz), la fruticultura (naranjas, manzanas, etc.), y las legumbres (porotos, entre otros). En el área ganadera, predominan los vacunos y la lechería, la que constituye una industria tradicional de la zona. En el rubro forestal, predominan, no los bosques de árboles autóctonos, sino las plantaciones de eucaliptus y álamos. Estos últimos abastecen la industria fosforera regional.

## Cultura

### Villalegrinos
La comuna de Villa Alegre ha visto nacer a notables figuras en distintos ámbitos. Entre ellos se encuentra Juan Ignacio Molina, el primer científico chileno reconocido internacionalmente, naturalista y erudito, más conocido como Abate Molina. También destaca el político y reformador social Malaquías Concha Ortiz, Hijo Ilustre de Villa Alegre, y Sergio Muñoz, quien fue Presidente de la Excelentísima Corte Suprema de Chile durante el periodo 2014 - 2016. En el ámbito eclesiástico sobresale el sacerdote Raúl Silva Henríquez, quien fue Obispo de Valparaíso, Arzobispo de Santiago y Cardenal de Chile. En la literatura, destaca el escritor Mariano Latorre, y en el ámbito militar, el personaje de la guerra del Pacífico Daniel Rebolledo Sepúlveda. 
Otros personajes notables incluyen al médico rural y exalcalde José Ilic Toro, la escritora Victoria Saavedra Rojas (seudónimo "Victoria Orjikh"), el futbolista Ismael Fuentes, quien disputó el Mundial de fútbol de 2010, y el recordado animador de televisión Felipe Camiroaga Fernández.

## Lugares de interés

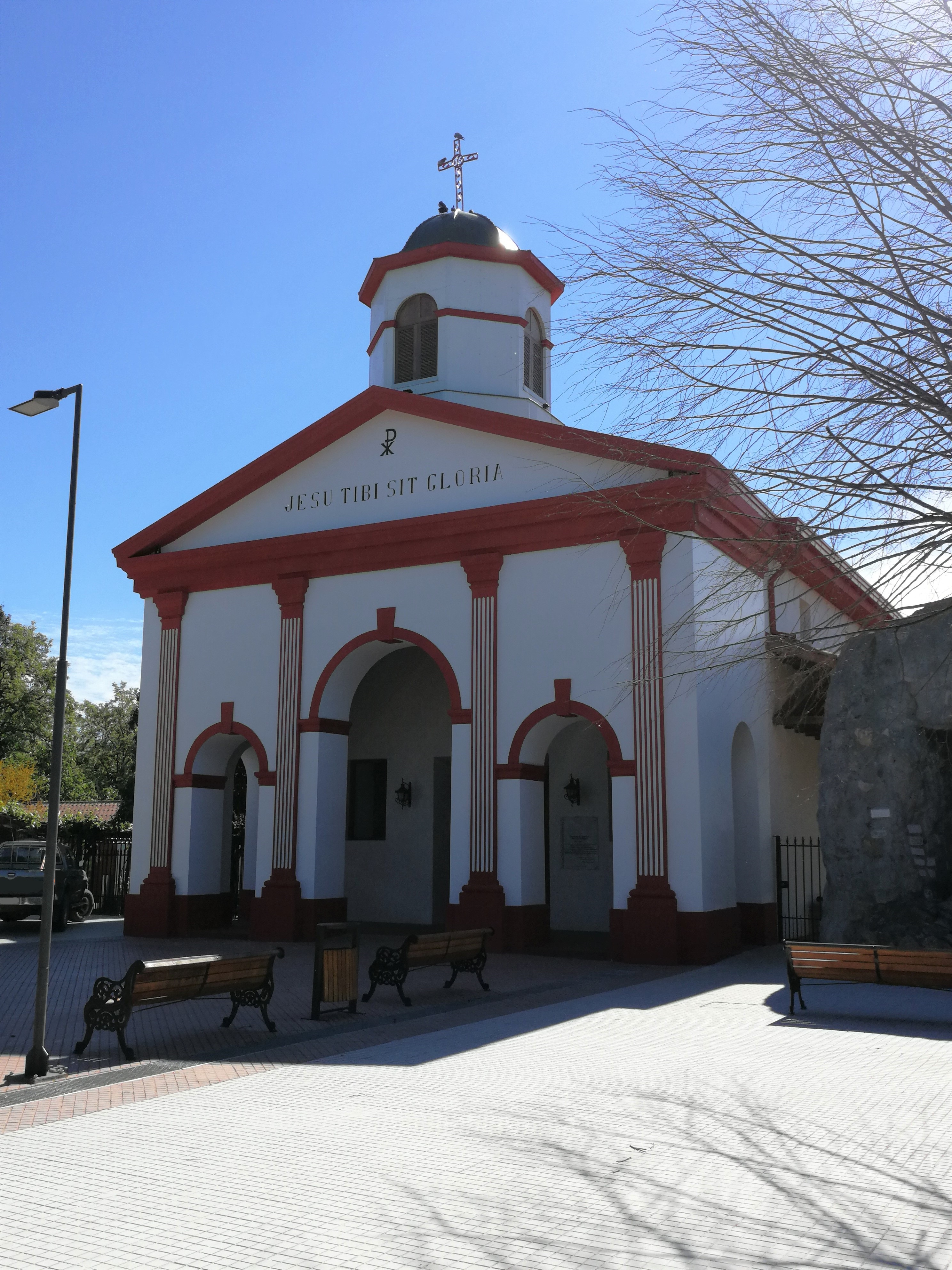
Templo Parrquial del Niño Jesús

Villa Alegre cuenta con ejemplos de arquitectura tradicional rural chilena, algunos de los cuales, como el Museo Histórico y la iglesia de la ciudad, han sido declarados Monumentos Nacionales. Las calles y veredas de la ciudad se encuentran adornadas por vistosos naranjos, lo que confiere a esta villa un carácter estético y ambiental muy grato y distintivo. La importancia de los naranjos para la historia local se revela además en el escudo de Villa Alegre. 

### Calle Avenida Artesanos
La más antigua de la comuna es avenida Artesanos la cual es profundamente adornada por sus casas de los años de la colonia, la cual después del terremoto del 27 de febrero del 2010, sus veredas sufrieron considerables daños producto de la caídas las casas que les bordeaban,  por esto durante el año 2017, se realizaron obras de  mejoramiento y remodelación con el objetivo de mejorar el espacio público de la comuna, la obra fue entregada durante el año 2018, agregando asientos, zonas de descanso que son utilizados por sus vecinos a diario, faroles de iluminación, y hermosos basureros adornados con el escudo de la comuna,  sin embargo estos basureros no se pueden utilizar debido a que estos se encuentran bloqueados para su uso.

### Templo parroquial
El templo de la parroquia del Niño Jesús fue construido entre los años 1885 y 1890 bajo una influencia neoclásica, y declarado Monumento Nacional en 1979. En él reposan los restos del Abate Juan Ignacio Molina. Permaneció cerrado durante ocho años, tras resultar con graves daños estructurales como consecuencia del terremoto de 2010. Fue reinaugurado el sábado 24 de noviembre de 2018.

## Transporte
Por el territorio comunal villalegrino pasa la Ruta Panamericana o Autopista Talca-Chillán, que la enlaza con el resto del país.
En los últimos decenios, sobre el extremo norte de la Comuna, se construyó el nuevo acceso asfaltado al antiguo camino que, desde la época colonial, une Talca con Concepción. Esta carretera, hoy totalmente consolidada, tiene su origen en la Ruta 5 Sur, en el territorio comunal y se le denomina "Ruta de Los Conquistadores".
La estación ferroviaria está hoy prácticamente fuera de servicio, pero fue otrora activa en el tránsito local de pasajeros así como en el transporte de carga. 
Por la Autopista Talca-Chillán, hacia el sur, se llega a otro poblado también ubicado en el término municipal de Villa Alegre: Putagán, ya en el extremo meridional del territorio villalegrino, y conocido por la elaboración de una popular chicha local. Putagán yace en las inmediaciones de los ríos Putagán y Quilipín en un fértil llano, delimitado al oriente por una pequeña cadena de cerros de baja altura.